# Elena Roussanova Lucas
Elena Roussanova Lucas (Russisch: Елена Русанова, Jelena Roesanova, Moskou, 1974) is een eigentijds Russisch-Amerikaans componiste, muziekpedagoog, dirigent en pianiste

## Levensloop
Roussanova Lucas begon op 3-jarige leeftijd haar muzikale opleiding in de centrale muziekschool voor bijzonder getalenteerden in Moskou. Van 1991 tot 1995 studeerde zij piano en muziektheorie aan de Ippolitov-Ivanov Muziek College - Academie voor Muziek te Moskou, waar zij een diploma behaalde als piano-lerares en concertpianiste. Aansluitend ging zij aan het Conservatorium van Moskou (Russisch: Московская Государственная Консерватория им. П.И.Чайковского) en studeerde compositie bij Tichon Chrennikov en Tatiana Choodova. An dit laatste conservatorium behaalde zij het diploma in compositie met "Summa Cum Laude". 
Als pianist concerteerde zij in Moskou, in het Verenigd Koninkrijk, Nederland en de Verenigde Staten. Tijdens een piano-competitie van het ministerie van cultuur in Rusland won zij de eerste prijs. Ook haar leerlingen hebben al wedstrijden in Rusland gewonnen. 
Zij was docent aan de Universiteit van Boston, de Texas Tech University in Lubbock, de Boston Ballet School en aan het Ballet Lubbock. 
Tegenwoordig is zij assistent professor voor compositie aan het Berklee College of Music in Boston. In 2003 had zij aan het Conservatorium van Moskou een masterclass voor compositie.
Haar composities werden in de hele wereld uitgevoerd. Zij schrijft voor orkesten, harmonieorkesten, kamermuziek en vocale muziek. Roussanova Lucas is lid van de Verenigde Russische componisten federatie.

## Composities

### Werken voor orkest
- 2001 Pictures at an American Exhibition, voor kamerorkest
- 2003 Butterfly and Flowers, voor strijkorkest
- 2003 Song of Remembrance, voor strijkorkest
- 2005 The Legend Of Babylon, voor orkest
- Along the River, voor strijkorkest
- Canzone Sotto Le Stelle, voor strijkorkest
- Christmastime in Russia, voor strijkorkest
- Cowboy Cactus Dance, voor strijkorkest
- Dancing Sunrays, voor strijkorkest
- Persian Dance, voor strijkorkest
- Prelude, voor strijkorkest
- Reflections on Tomorrow, voor strijkorkest
- Russian Polka, voor strijkorkest
- Serenade, voor strijkorkest

### Werken voor harmonieorkest
- 2003 Tatarian Dances
  1. Sabantui--Spring Dance
  2. Sarman River
  3. Harvest Dance
  4. Wedding Dance
- 2005 Contemplation
- Chorale Elega’nt
- Harvesting the Fields of Russia
- March Jubilante
- O'Leary's Ceili Band
- Prince Ivan and Vaselisa
- Russian Folk Dance
- Serenade for Winds
- The Three O's of Christmas
  1. O come, Emmanuel
  2. O come rejoicing
  3. O come, all ye faithful

### Vocale muziek
- 2004 Martin's Song, voor tenor en piano
- 2007 Time For Me To Fly, voor zangstem - tekst: Shannon Muhs

### Kamermuziek
- 1998 The Great Chaplin, voor koperkwintet
- 2000 Festival Celebration Music (in a Russian Style), voor koperblazers en slagwerk
- 2004 Goya's Caprichos, voor viool en cello